# Fannie Mae
Federal National Mortgage Association (FNMA) , populært kaldet Fannie Mae, er et amerikansk regerings-understøttet selskab (engelsk: Government sponsored enterprise (GSE)), med tilladelse til udstede lån og lånegarantier.
Det er den førende deltager i det amerikanske andenhånds-marked for finansiering af fast ejendom, som sørger for at der er penge til rådighed for huskøb. I 2008 garanterede Fannie Mae og Freddie Mac omkring halvdelen af det $12.000 mia. store marked for lån i fast ejendom. Som følge heraf, blev disse selskaber særlig hårdt ramt af den økonomiske nedgang, som indtraf sent i 2007 og tidligt i 2008. Selvom de kun garanterer eller ejer halvdelen af dette marked, var de – på grund af at næsten alle andre låneformidlere har trukket sig fra markedet – ansvarlige for mere end 80% af alle låne-udstedelser i 2008.
Navnet "Fannie Mae" er en kreativ udtale af selskabets forbogstaver FNMA, som er blevet tiltrådt officielt for at lette identifikationen. Det er mere end et uformelt øgenavn; FNMA refererer til sig selv ved dette navn.
Den 7. september 2008 tilkendegav direktøren for Federal Housing Finance Agency (FHFA), Lockhart, at FHTA ville overtage Fannie Mae og Freddie Mac. Aktionen er "en af de mest gennemgribende regeringsindgreb i de private finansielle markeder i årtier." 

## Historie
Fannie Mae blev grundlagt som et regeringsagentur i 1938, som en del af Franklin Delano Roosevelts New Deal, for at tilvejebringe likviditet for lånemarkedet for fast ejendom. I de næste 30 år havde Fannie Mae reelt et monopol på andenhåndsmarkedet for lånefinansiering af fast ejendom i De Forenede Stater.
I 1968 blev selskabet omdannet til et privat selskab, for at fjerne dets aktiviteter fra det årlige regnskab under udarbejdelsen af det føderale budget. Fannie Mae ophørte med at være garant for regeringsudstedte ejendomslån og dette ansvar blev overflyttet til den nye Government National Mortgage Association (Ginnie Mae).

## Sådan virker Fannie Mae
Ved at opkøbe lån i fast ejendom og ompakke dem til videresalg gennem låne-understøttede sikkerhedsstillelser, eller ved at eje lånene direkte, forsyner Fannie Mae og Freddie Mac banker og andre finansielle institutioner med friske penge, som de kan bruge til at yde nye lån. Dette giver De Forenede Staters kreditmarkeder og markeder for fast ejendom fleksibilitet og likviditet.
Ved et traditionelt lån kan en bank eller anden långiver låne penge ud til et individ, som ønsker at købe et hus, ud fra de midler som vedkommende har deponeret hos den pågældende bank eller udlåner. Banken eller udlåneren vil opkræve en rente og modtage månedlige afdrag på lånet, indtil lånet er tilbagebetalt efter 30 år. Der er to problemer ved denne model. Den første er, at kunden måske vil ønske en fast rente, men banken er nødt til at betale variabel rente til sine indlånere, eftersom renten i økonomien går op og ned. Dette udsætter banken for den risiko, at den kan komme til at betale mere til sine indlånere end den modtager fra lånet. Det andet problem er, at banken kan løbe tør for penge til at låne ud til sine kunder (dvs. der er mere kunde-efterspørgsel på lån end der er kunde-indlån i banken).
En løsning på disse problemer er for banken at sælge obligationer til investorer udenfor banken, baseret på de udlån til fast ejendom som den har udstedt. For at give et forsimplet eksempel: Banken kan sælge hundrede $1000 obligationer, som udbetaler 7 % i rente, baseret på et lån i fast ejendom på $100.000 som den udsteder, hvor den opkræver kunden 7%. Obligationskøberens penge vil derfor gå til banken, og det vil reelt være obligationsejerne, som låner pengene ud til husejeren. Husejeren vil ikke være vidende om det, fordi han vil stadig modtage en regning fra banken, som så vil overføre hans betalinger til obligationsejerne. Herved løses begge problemer på samme tid, eftersom investorerne vil være på udkig efter en sikker fast rente at investere deres penge i, og banken vil komme i besiddelse af midler, så de kan udlåne mere. Men denne model rummer den risiko for investoren, at låneren ikke betaler sine månedlige betalinger, eller at lånet ikke tilbagebetales fuldt ud, enten fra lånerens betalinger eller ved salg af huset. Selvom mange investorer måske vil købe obligationer, som er baseret på flere udlån, ud fra en forventning om at kun meget få vil have problemer, søgte den amerikanske regering at øge efterspørgslen efter disse obligationer (og derfor følgelig udbuddet af lån, fulgt af lavere rente på lånene)) ved at oprette Fannie Mae som garanti for obligationerne. Det som Fannie Mae gør er reelt at sikre alle betalinger til obligationsejeren, som låneren forsømmer – og den sørger også for at kompensere for ethvert tab som opstår ved at lånet ikke bliver betalt tilbage af låneren eller ved salget af huset, og den tilbageholder en vis procentdel af den månedlige betaling, at have i reserve og som forsikring mod disse nævnte scenarier. Derfor mener investorerne sig sikre og tror sig uden risiko, med mindre Fannie Mae selv går fallit. Denne proces er i sin essens magen til hvad som betegnes obligations-forsikring og bruges også meget i stats- og kommuneobligationer.
Senere ekspanderede Fannie Mae til også at købe obligationslån, eller lån direkte, og den brugte lånte penge til formålet, og tjente penge baseret på forskellen mellem den rente den modtog fra obligationerne, og hvad den skulle betale for sine lån.
For at Fannie Mae skal stille garanti eller forsikring, stadfæster den de retningslinjer som skal gælde, for de lån som bliver givet. Eftersom en bank enten vil tjene flere penge ved at have et Fannie Mae-garanteret lån , eller tjene flere penge ved at sælge et Fannie Mae-garanteret lån som obligationer, vil ethvert lån som den vil udstede uden garantien være som følge af, at lånet falder uden for retningslinjerne. Men indtil 2007 blev lån udstedt som ikke levede op til retningslinjerne, og blev solgt som lån uden Fannie Mae-garanti.

### Ejendomslånekrisen fra sidst i 2007
I 2007 begyndte den såkaldte Subprime lånekrise (Engelsk:Subprime mortgage crisis). Et stigende antal lånere, ofte med ringe kreditværdighed, kunne ikke betale deres månedlige betalinger, og det førte til en voldsomt stigende efterspørgsel på lån, som ikke var garanteret af Fannie Mae eller Freddie Mac. Huspriserne faldt, efterhånden som de forladte hjem blev flere og flere, og mere strikse lånestandarder gjorde det mere og mere vanskeligt for lånere at få lån i fast ejendom. Dette fald i huspriser førte til stigende tab for GSE'erne. I juli 2008 søgte regeringen at lette markedets frygt ved at gentage dets synspunkt om, at "Fannie Mae og Freddie Mac spiller en central rolle i det amerikanske ejendoms-finansieringssystem". Finansministeriet og Forbundsbanken tog skridt til at øge tilliden til selskaberne, inklusive at give begge selskaberne adgang til lavt forrentede lån fra Forbundsbanken (til samme rente som kommercielle banker får) og ved at fjerne Finansministeriets forbud mod at opkøbe GSE'ernes beholdninger. På trods af disse bestræbelser er aktierne i Fannie Mae og Freddie Mac faldet med mere end 90% fra deres niveau året før. Den 27. august 2008 meddelte Fannie Mae, at selskabets finanschef, Stephen Swad, ville blive afløst af David C. Hisey, og at tidligere vicepræsident for kapitalmarkeder, Peter Niculescu, ville indtage en mere fremtrædende rolle som ny Chief Business Officer som afløsning for Robert J. Levin, som ville træde tilbage som administrerende vicepræsident og Chief Business Officer. Selskabet meddelte endvidere, at Michael Shaw ville blive udnævnt til ny chief risk officer og at Daniel Mudd, selskabets præsident og administrerende direktør, ville beholde sin stilling.

## Forretningsområder
En del af Fannie Mae indtægter genereres gennem forskellen mellem den rente, som betales for at finansiere købet af ejendomslåns-investeringer – og de indtægter det har af disse. Fannie Maes ejendomslåns-portefølje var et godt stykke over $700 mia. i august 2008. Fannie Mae får også en betydelig del af sin indtægt fra de garanti-afgifter, som det modtager som kompensation for at påtage sig risikoen på de ejendomslån, som ligger til grund for enfamilies Fannie Mae MBS og på de enfamilieejendomslån som det har i sin portefølje. Investorer og købere af Fannie Mae MBS er villige til at lade Fannie Mae beholde denne afgift til gengæld for at det påtager sig kreditrisikoen, dvs. Fannie Mae garanterer, at afdrag og renter betales på lånet, selvom låneren ikke betaler.